# Gnamptogenys panda
Gnamptogenys panda är en myrart som först beskrevs av Brown 1948.  Gnamptogenys panda ingår i släktet Gnamptogenys och familjen myror. Inga underarter finns listade i Catalogue of Life.